# Bahnstrecke Nyborg–Slipshavn
| Lage der Strecke |                      |                                                 |                                                 |
| Streckenlänge: | 5,8 km               |                                                 |                                                 |
| Spurweite: | 1435 mm (Normalspur) |                                                 |                                                 |
| Maximale Neigung: | 7,5 ‰                |                                                 |                                                 |
| Minimaler Radius: | 190 m                |                                                 |                                                 |
| Streckengeschwindigkeit: | 45 km/h              |                                                 |                                                 |
| |                      |                                                 |                                                 |
| \| \| \| von Odense \| \| \| \| \| von Ringe \| \| \| \| \| nach Fredericia (seit 1998) \| \| \| \| 0,0 \| Nyborg H \| Nyborg H \| \| \| \| Bahnstrecke Svendborg–Nyborg nach Svendborg und \| \| \| \| \| nach Nyborg Færge (bis 1998) \| \| \| \| 3,0 \| Skærven \| Skærven \| \| \| 3,9 \| Knudshoved \| Knudshoved \| \| \| 5,8 \| Slipshavn \| Slipshavn \| |                      |                                                 |                                                 |
| Strecke |                      | von Odense                                      | von Odense                                      |
| Abzweig geradeaus und ehemals von rechts |                      | von Ringe                                       | von Ringe                                       |
| Abzweig ehemals geradeaus und nach links |                      | nach Fredericia (seit 1998)                     | nach Fredericia (seit 1998)                     |
| Bahnhof (Strecke außer Betrieb) | 0,0                  | Nyborg H                                        | Nyborg H                                        |
| Abzweig geradeaus und nach rechts (Strecke außer Betrieb) |                      | Bahnstrecke Svendborg–Nyborg nach Svendborg und | Bahnstrecke Svendborg–Nyborg nach Svendborg und |
| Strecke (außer Betrieb) |                      | nach Nyborg Færge (bis 1998)                    | nach Nyborg Færge (bis 1998)                    |
| Haltepunkt / Haltestelle (Strecke außer Betrieb) | 3,0                  | Skærven                                         | Skærven                                         |
| Bahnhof (Strecke außer Betrieb) | 3,9                  | Knudshoved                                      | Knudshoved                                      |
| Betriebs-/Güterbahnhof Streckenende (Strecke außer Betrieb) | 5,8                  | Slipshavn                                       | Slipshavn                                       |

Die Bahnstrecke Nyborg–Slipshavn war eine Eisenbahnstrecke an der Ostküste der dänischen Insel Fünen. Die im Dänischen als „Knudshoved banen“ bezeichnete Strecke wurde im Zusammenhang mit dem wichtigen nationalen Projekt der Fährverbindung zwischen Nyborg und Korsør über den Großen Belt errichtet. Die Strecke war von Anfang 1893 bis 1956 im Betrieb. Bereits 1905 wurde der Streckenteil zwischen Knudshoved und Slipshavn stillgelegt.

## Geschichte
Ursprünglicher Gedanke war, im Winter bei zugefrorener Ostsee, besonders des in einer Bucht gelegenen Hafens von Nyborg, die Fahrgäste möglichst nahe an die am Belt liegende Eisseglerstation in Knudshoved oder an die Eisbrecherstation Slipshavn zu bringen, von denen die Überfahrt entweder mit einem Eissegler oder mit dem Fährschiff durch die von den Eisbrechern freigehaltene Fahrrinne möglich gewesen wäre. Im Gegensatz zu den heutigen Fähren erforderten die damals eingesetzten Fährschiffe auf Grund ihrer Bauart bei stärkerer Eisdecke den Einsatz eines Eisbrechers. Nach dem Bahnbau konnten beide Möglichkeiten bedient werden. 
Auftragnehmer für den Streckenbau waren die Firmen AP Gunnarsson und Heinrich Hoffmann. Laut Vertrag sollte die Strecke bis zum 31. Dezember 1882 fertiggestellt sein. Die Gleislänge der gesamten Strecke betrug 6,026 km. Die Strecke selbst war 5,8 km lang. Der Bau war bereits Ende November 1882 beendet.
Am 23. Februar 1883 wurden verschiedene Probefahrten durchgeführt. Der Oberbau bestand aus gebrauchten Schienen auf neuen Schwellen. Da die Schienen aber zu schlecht waren, wurden sie bereits 1900 ersetzt.
Die maximal zulässige Achslast lag bei 13,5 Tonnen und die Höchstgeschwindigkeit wurde auf 45 km/h festgelegt. Die größte Steigung betrug 7,5 Promille, der minimale Kurvenradius 190 Meter.
An der Strecke entstanden der Bahnhof Knudshoved und die Haltestelle Slipshavn, an der die Strecke endete. Knudshoved erhielt Hauptsignale, damit der Zugverkehr nach den normalen Bestimmungen durchgeführt werden konnte. Diese wurden aber 1910 bereits wieder abgebaut, weil der tatsächliche Verkehr so gering war, dass der Zugverkehr nach den dänischen Regeln für Hafenbahnverkehr durchgeführt werden konnte. Diese Bestimmungen, die unter anderem eine Höchstgeschwindigkeit von 15 km/h vorsehen, galten bis zur Einstellung der Bahn.
Alle Anlagen im Zusammenhang mit der Fährverbindung über den Großen Belt – und somit auch die Eisenbahnstrecke Nyborg–Slipshavn – waren der Seeländischen Staatsbahn-Gesellschaft unterstellt. Da die Strecke aber auf Fünen lag, besorgten die Jysk-Fyenske Jernbaner auf Rechnung von Det Sjællandske Jernbaneselskab Betrieb und Unterhalt.
Der Zugverkehr zwischen Knudshoved und Slipshavn war äußerst gering, Slipshavn wurde in den Jahren nach dem Beginn der Fährüberfahrten überhaupt nicht als Übergangspunkt in den Eisperioden benutzt. Es fuhren lediglich Inspektionszüge und Dienstgüterzüge zur Beförderung von Inventar von und nach Slipshavn, das gelegentlich an andere Bahnhöfe ausgeliehen wurde. 
Ein erster Hafen in Knudshoved wurde um 1900 gebaut, der Beschluss zum Bau allerdings bereits 1890 gefasst. Mit dem Bau der Pier in Knudshoved, die auch einem Gleisanschluss bekam, wurde der Verkehr umfangreicher, da ein Teil des Baumaterials über Slipshavn angeliefert wurde. Nun konnten die Fährschiffe in der Eisperiode den Hafen Knudshoved benutzen und machten den Streckenabschnitt nach Slipshavn gänzlich überflüssig. Im Jahre 1904 wurde dessen Einstellung beschlossen. Der Abräumzug mit Gerätschaften und Möbeln vom Bahnhof Slipshavn fuhr am 13. März 1905. Das Bahngelände wurde an Juelsberg, eine ehemalige Staatsdomäne bei Nyborg, verkauft, das Bahnhofsgebäude wurde vom Lotsenwesen übernommen.
Ab diesem Zeitpunkt betrug die Streckenlänge 3,91 km. Auch auf diesem Reststück blieb der Verkehr gering, die Züge wurden in der Regel von einer Rangierlok aus Nyborg befördert.
Im Winter 1922 verkehrten auf der Strecke kurzfristig einige Personenzüge, da wegen starkem Eisgang auf der Ostsee verschiedene Schiffe Nyborg nicht anlaufen konnten und in Knudshoved anlegen mussten. Im Februar 1929 musste der Bahnhof Nyborg erneut einen Personenzug bereithalten, der mehrere Tage wegen starkem Eisgang eingesetzt war, als die M/F Korsør nicht an die Pier herankam und die Passagiere auf dem Eis absetzen und aufnehmen musste.
Mitte der 1920er Jahre wurde der neue „heimliche“ Betriebsmittelpunkt Skærven eingerichtet. Eine Schotterfabrik verlud hier Steine nach Nyborg. 1927 wurden Planungen aufgenommen, ab 1928 an Sonntagen Bäderzüge auf dem Streckenabschnitt Odense–Knudshoved verkehren zu lassen. Dazu wurde der neue Personen-Haltepunkt Skærven geschaffen und ein Bahnsteig aus Holzschwellen errichtet. Der Haltepunkt sollte sogar bewirtschaftet werden, jedoch versprachen sich verschiedene Wirte keinen wirtschaftlichen Erfolg. Der erste Bäderzug fuhr am 17. Juni 1928 bis Knudshoved. Da es 15 Bahnübergänge in dem vier Kilometer langen Streckenabschnitt gab, brauchte der Zug dafür 27 Minuten, da jeder Übergang gesichert werden musste. Geplant war erst, die Züge bis zum 29. Juli verkehren zu lassen. Im August fuhren dann weitere Züge, jedoch nur noch bis Skærven.
Im Sommer 1929 fuhren erneut Bäderzüge. Am 21. Juli 1929 war der Tag mit dem größten Fahrgastverkehr, 4339 Reisende benutzen die von den Lokomotiven der Litra F beförderten Züge. Der Bäderzugverkehr wurde die 1930er Jahre hindurch fortgesetzt. Nach kriegsbedingter Unterbrechung fuhren die Züge mit fünf bis sechs CM-Wagen. In den letzten Betriebsjahren wurde die Reisezuggarnitur von Nyborg aus mit einer Rangierlok bis Skærven geschoben und auf der Rückfahrt gezogen.
Das Ende der Strecke kam 1956. Zuerst wurde mit der Bahn erhebliche Mengen Baumaterial für die neue Fährhafen Knudshoved angeliefert. Danach, mit dem Bau der Autobahn, wurde die Strecke aufgelöst, da die Straße auf dem Streckenplanum angelegt wurde.

## Die Strecke heute
Heute sind nur noch einzelne Gleisreste vorhanden sowie Teile des Streckenplanums erkennbar. Auf Luftbildern des Jahres 2009 kann man erkennen, dass im Süden der Halbinsel Teile der ehemaligen Bahnstrecke durch Landabtragungen im Meer verschwunden sind: An zwei Stellen sind deutlich Dämmungsreste erkennbar, die jetzt direkt ins Wasser zu führen scheinen. Die Bahnhofsgebäude von Slipshavn und Knudshoved sowie der Lokschuppen von Knudshoved existieren noch und werden anderweitig genutzt.